# 100229 Jeanbailly
100229 Jeanbailly è un asteroide della fascia principale. Scoperto nel 1994, presenta un'orbita caratterizzata da un semiasse maggiore pari a 3,9466898 UA e da un'eccentricità di 0,2385814, inclinata di 4,75485° rispetto all'eclittica.